# バズ・オルドリン
バズ・オルドリン（英: Buzz Aldrin, 1930年1月20日 - ）は、アメリカ航空宇宙局 (NASA) の宇宙飛行士、空軍軍人、エンジニア、宇宙航法学博士。ジェミニ計画及びアポロ計画に飛行士として搭乗、アポロ11号の月着陸船パイロットとして人類初の月面着陸に貢献し、月面歩行を行った史上2番目の人類となった。
生誕時の名はエドウィン・ユージン・オルドリン・ジュニア (Edwin Eugene Aldrin, Jr.) であったが、本人は子供の頃から「バズ・オルドリン」で通しており、署名も私文書・公文書を問わず一貫して Buzz Aldrin としていた。このため文献によってはエドウィン・ユージン・“バズ”・オルドリン (Edwin Eugene “Buzz” Aldrin) と紹介するものもある。この通名の方を法的に正式名として改めたのは1988年のことである（→「『バズ』の由来」節も併せて参照）。
アメリカ合衆国ニュージャージー州モントクレア出身。父はロバート・ゴダードの教え子だったエドウィン・ユージン・オルドリン・シニアである。

## 人物・来歴
モントクレア高校およびウェストポイント陸軍士官学校を卒業する。その後、空軍少尉に任官し朝鮮戦争に従軍、F-86セイバー戦闘機のパイロットとして2機のMiG-15を撃墜している。朝鮮戦争より帰還後、ネリス空軍基地（ネバダ州）およびアメリカ空軍士官学校に勤務する。
軍を一時離れ、マサチューセッツ工科大学 (MIT) に入学、1963年に宇宙航法学で博士号 (PhD) を取得する。空軍に戻り、空軍基地射撃教官や空軍士官学校の教官を歴任する。西ドイツ駐留の第22戦闘飛行隊の隊長としてF-100スーパーセイバー戦闘機に搭乗する。
その後、ジェミニ計画実施部に配属され、1966年11月にジェミニ12号の操縦を担当した。アポロ11号の月面着陸ミッションにおいては、月着陸船のパイロットを務めた。空軍大佐で退役した。1969年にコリアー・トロフィーを受賞、同年に訪日した際、日本政府より文化勲章を贈られた。
2023年1月20日、自身93歳の誕生日に長年恋人であった30歳下の女性、アンカ・ファウルと結婚した。

## 月面歩行

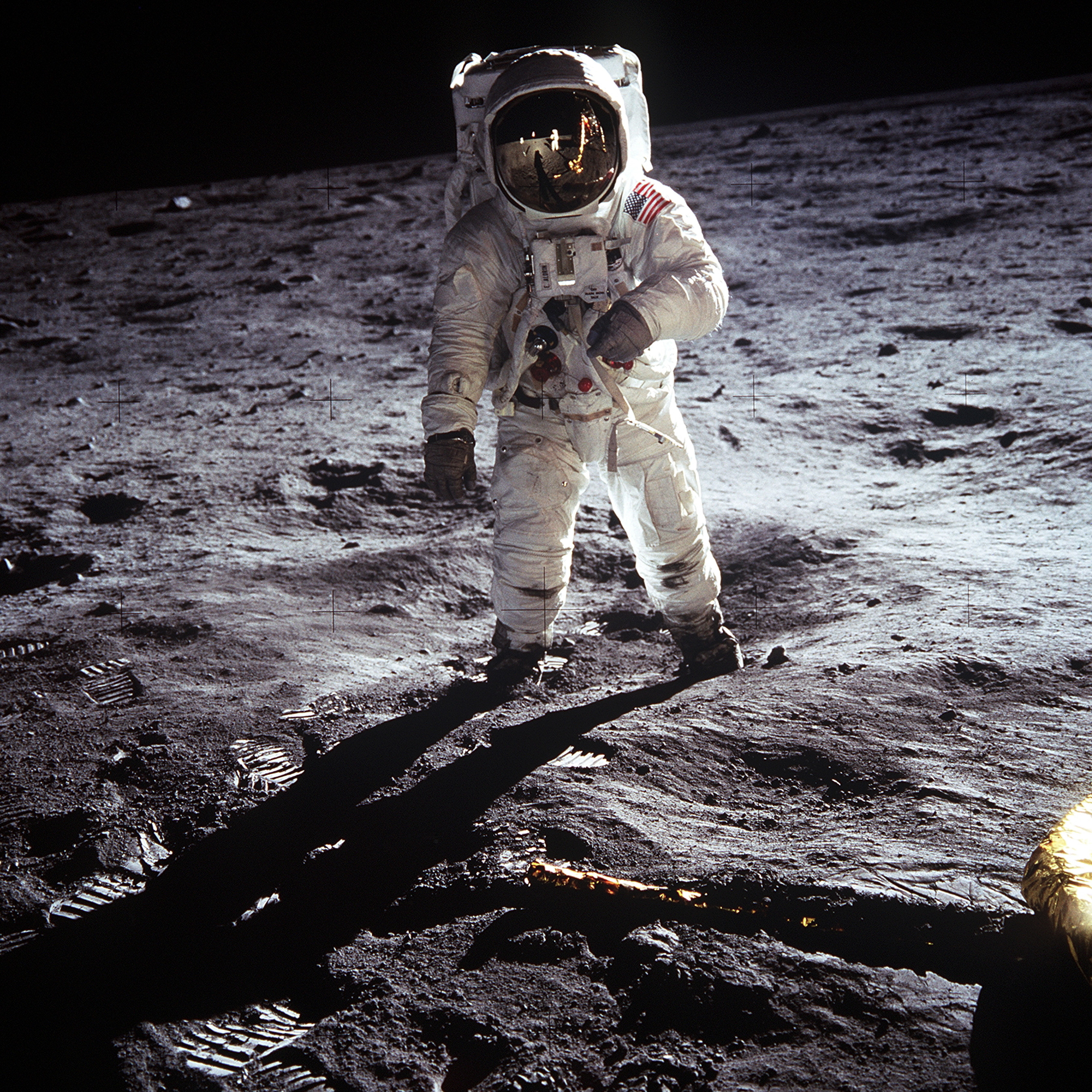
『LIFE』誌の表紙を飾ったオルドリン。ヘルメットのバイザーに映っているのは撮影したアームストロング。

月面への第一歩をニール・アームストロングとオルドリンのどちらが踏み出すかについて、オルドリン自身に相当な葛藤があった。オルドリンは歴史に名が残る一歩を自らが踏みしめることを望んだが、最終的にはアームストロングの経歴がオルドリンより上であり、なおかつ船長とパイロットの立場を考慮された。さらに月着陸船の構造上、パイロットが先に下りることが難しいため、アームストロングが月面の第一歩を踏み出すことになった。オルドリンは「月面に降り立った2人目の人類」という名誉を「自身の敗北」と感じた。アームストロングとの間でも、感情的なしこりが残った。
地球帰還後は一種の目標喪失状態に陥り、また生来非社交的な人物であるにもかかわらず、月面着陸を達成した宇宙飛行士として種々の催しに引っ張りだこの生活に耐え切れず、鬱病を患った。地球帰還後のことは、立花隆『宇宙からの帰還』（中央公論社、1983年）に詳しく記されている。
オルドリンはウェブスター長老派教会の長老でもあるキリスト教徒で、月面で聖餐式を行っている。

## シブレル事件
シブレル事件とは、「アポロ11号の月面着陸は捏造だ」と主張する陰謀論者で映像監督のバート・シブレルが、2002年9月オルドリンをビバリーヒルズのホテルで待ち伏せして突撃インタビューを試みたところ、オルドリンから暴行を加えられたと主張する事件である。
これに対してオルドリンの弁護士は、シブレルはオルドリンをしつこく追いかけまわして「聖書に手を置いて『月に行ったことは事実だ』と誓ってみろ」と強要したうえで、「行ってもいないところについて、インタビューや著作で報酬を得るのは詐欺・窃盗行為だ」と詰め寄ったと主張。さらに柱を背にして立つオルドリンの面前に迫って聖書を片手で振り上げながら「嘘つき!卑怯者!」と罵声を浴びせかけられるに及んで、さすがのオルドリンもたまらずシブレルの顎に拳を一発食らわせ、彼がひるんだ隙にその場から逃れて警察を呼んだのだという。
その一部始終が複数のビデオに録画されており、事情聴取の後にそれらの映像を検証したロサンゼルス市警察は、シブレルが度を超えた挑発行為を執拗に繰り返したことは明らかだとし、逆にオルドリンには罪を問わなかったばかりか一切の非をも認めなかった。

## 「バズ」の由来
オルドリンはその生涯のほとんどにおいて「バズ」を自身の名として使用している。オルドリンがまだ子供の頃、彼の次姉が弟である彼のことを話していたとき、「ブラザー (brother)」と言うべきところが舌ったらずで「バザー (buzzer)」と言っているようにしか聞こえず、それがおかしくてたまらなかった。その後もからかい半分でこれが繰り返されているうちに、やがてそれは短縮されて「バズ (Buzz)」となり、それがあだ名となって定着し、ついには本人が公私を問わず署名の際に使用する通名となってしまった。最終的にオルドリンは1988年にこの通名の方を法的に正式名としている。

## 出演作品
役名の記載が無い限り、全て本人役
- 映画
  - 『トランスフォーマー/ダークサイド・ムーン』（2011年）
  - 『宇宙兄弟』（2012年）
- テレビドラマ
  - 『NUMBERS 天才数学者の事件ファイル』（2006年）
  - 『30 ROCK/サーティー・ロック』（2010年）
  - 『ビッグバン★セオリー/ギークなボクらの恋愛法則』（2012年）
- アニメ
  - 『ザ・シンプソンズ』（1994年）
  - 『リセス 〜ぼくらの休み時間〜』（1999年）
  - 『フューチュラマ』（2011年）
- ゲーム
  - 『Mass Effect 3』（2012年、スターゲイザー役）